# Esaias van de Velde

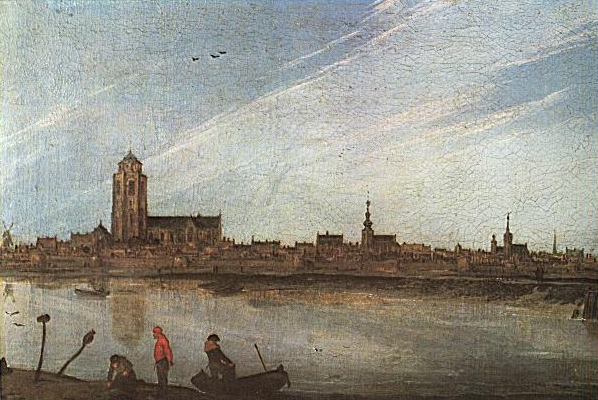
Esaias van de Velde, Vista del Zierikzee (1623).

Esaias van de Velde (Amsterdam, 17 de maig de 1630 - La Haia, 18 de novembre de 1652) va ser un pintor, dibuixant i gravador neerlandès.

## Biografia
Fill del pintor d'Anvers Hans van de Velde. Va ser alumne de Gillis van Coninxloo i David Vinckboons. Des de 1612 va ser membre del gremi de Sant Lluc.
Encara que només va estar actiu a Haarlem de 1610 a 1618, se'l considera representant de l'escola de Haarlem, que es va caracteritzar per introduir una realització emotiva dels paisatges. A part de paisatges naturals, va pintar paisatges urbans i escenes costumistes. La seva obra madura es va fer més rica en la composició i més acolorida. Va pinttar escenes de menjars, amb matís moralitzant, i escenes de lluites entre cavallers, que van servir de model per a posteriors pintors.
Entre els seus alumnes es troben Jan van Goyen, Pieter de Neyn, Jan Asselijn i possiblement Pieter de Molyn.

## Obra
- 1622: La barca del bestiar
- 1623: Vista del Zierikzee
- Genet en un paisatge
- Paisatge muntanyós
- Festa al jardí
- Paisatge hivernal